# Cēsu Alus
Cēsu Alus er et bryggeri og producent af alkoholiske drikkevarer i Cēsis i det nordøstlige Letland. Da bryggeriets rødder menes at datere sig tilbage til 1590, anses Cēsu Alus for at være det ældste bryggeri i Baltikum og i Norden.[kilde mangler]

## Historie
I 1590 nævnes brygning af øl for første gang i Cēsis Borgs bogholderi. Det første bryggeri lå i selve slottet. I første halvdel af det 17. århundrede blev bryggeriet flyttet til slottets tredje bak. I 1878 blev det historiske bryggeris nuværende bygninger opført, og bryggeriet blev etableret under ejerskab af grev Emanuel Sievers. I 1922 tilbagekøbte flere iværksættere fra Cēsis bryggeriet fra Sievers og etablerede aktieselskabet Augļu dārzs (Frugthaven). I 1940 blev aktieselskabet Augļu dārzs nationaliseret. I 1976 etableredes en industriel ølproduktion, som også omfattede bryggerier i Naukšēni og Gulbene. I 1995 privatiseredes Cēsu Alus og blev atter et aktieselskab. I 1999 blev Cēsu Alus købt af den finske øl- og drikkevareproducent Olvi. I juli 2001 blev et nyt bryggerianlæg indviet i Cēsis med en kapacitet på 20 millioner liter øl. I 2003 var Cēsu Alus den næststørste øl-producent i Letland.